# Middeleeuwse universiteit

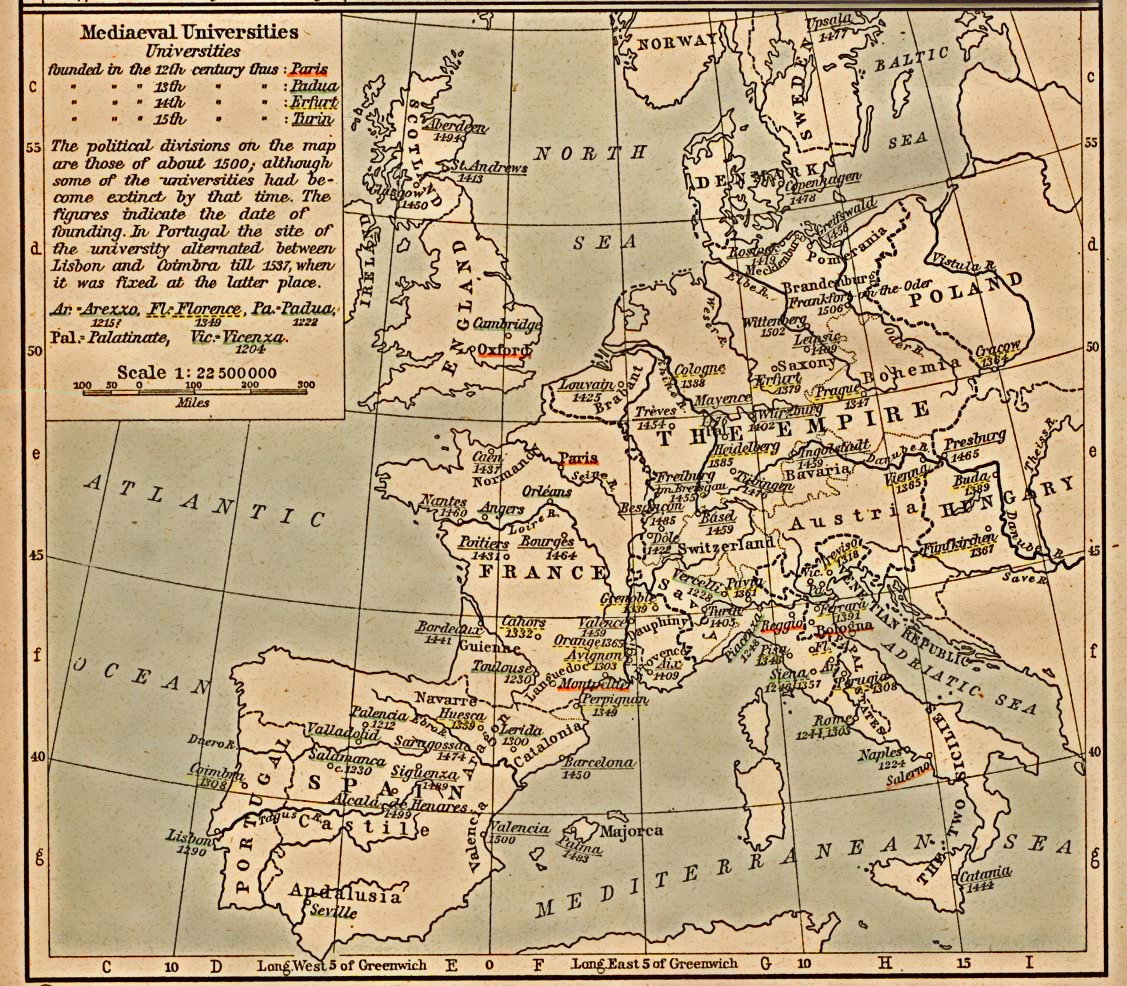
Plattegrond met middeleeuwse universiteiten

Middeleeuwse universiteiten werden opgericht in Italië, Frankrijk en Engeland aan het eind van de 11e en begin van de 12e eeuw. Ze boden gelegenheid tot de studie van kunsten, recht, geneeskunde en theologie. Vanuit deze instellingen ontwikkelde zich het hedendaagse instituut universiteit.

## Voorgeschiedenis

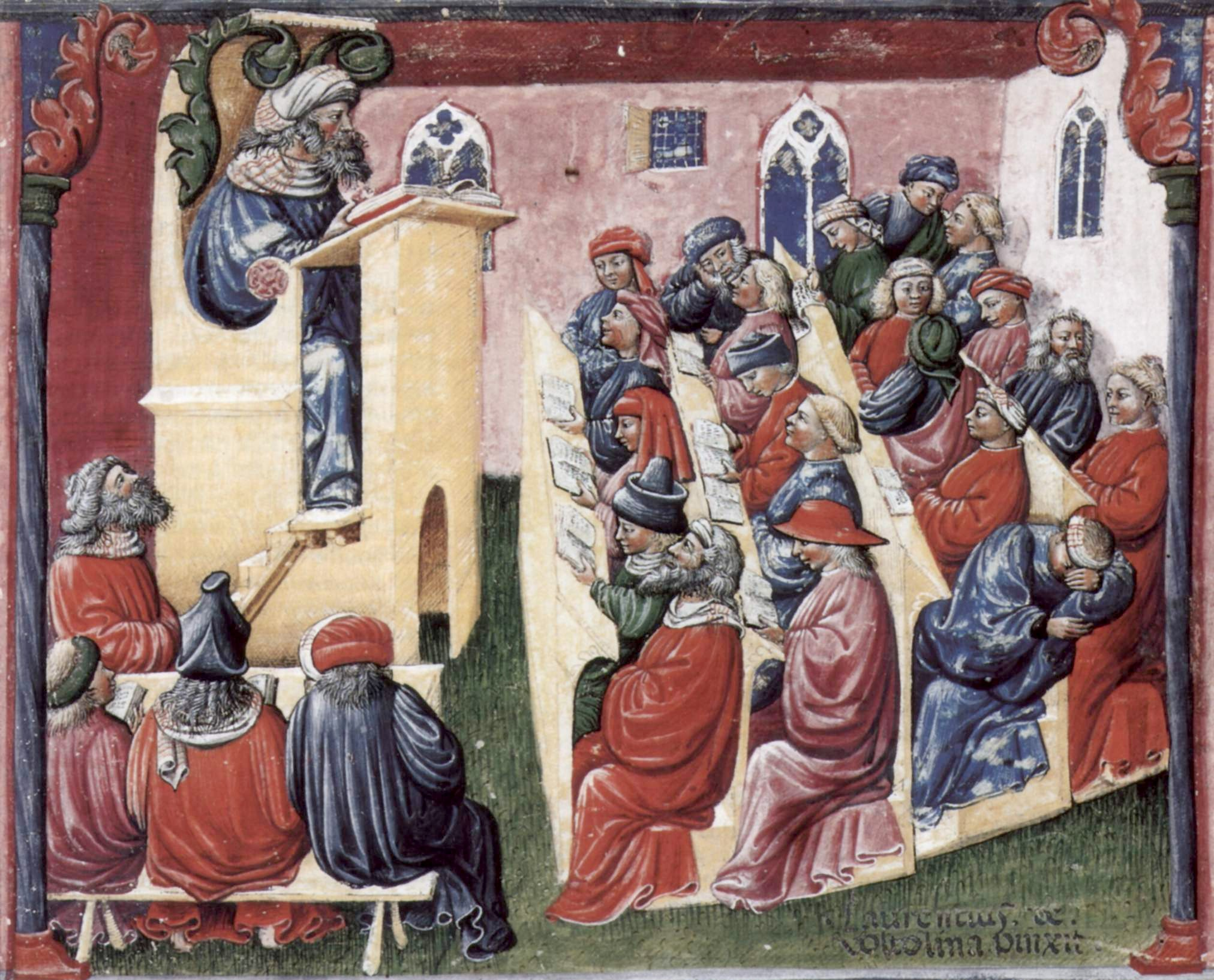
Impressie van de Universiteit van Bologna, Italië

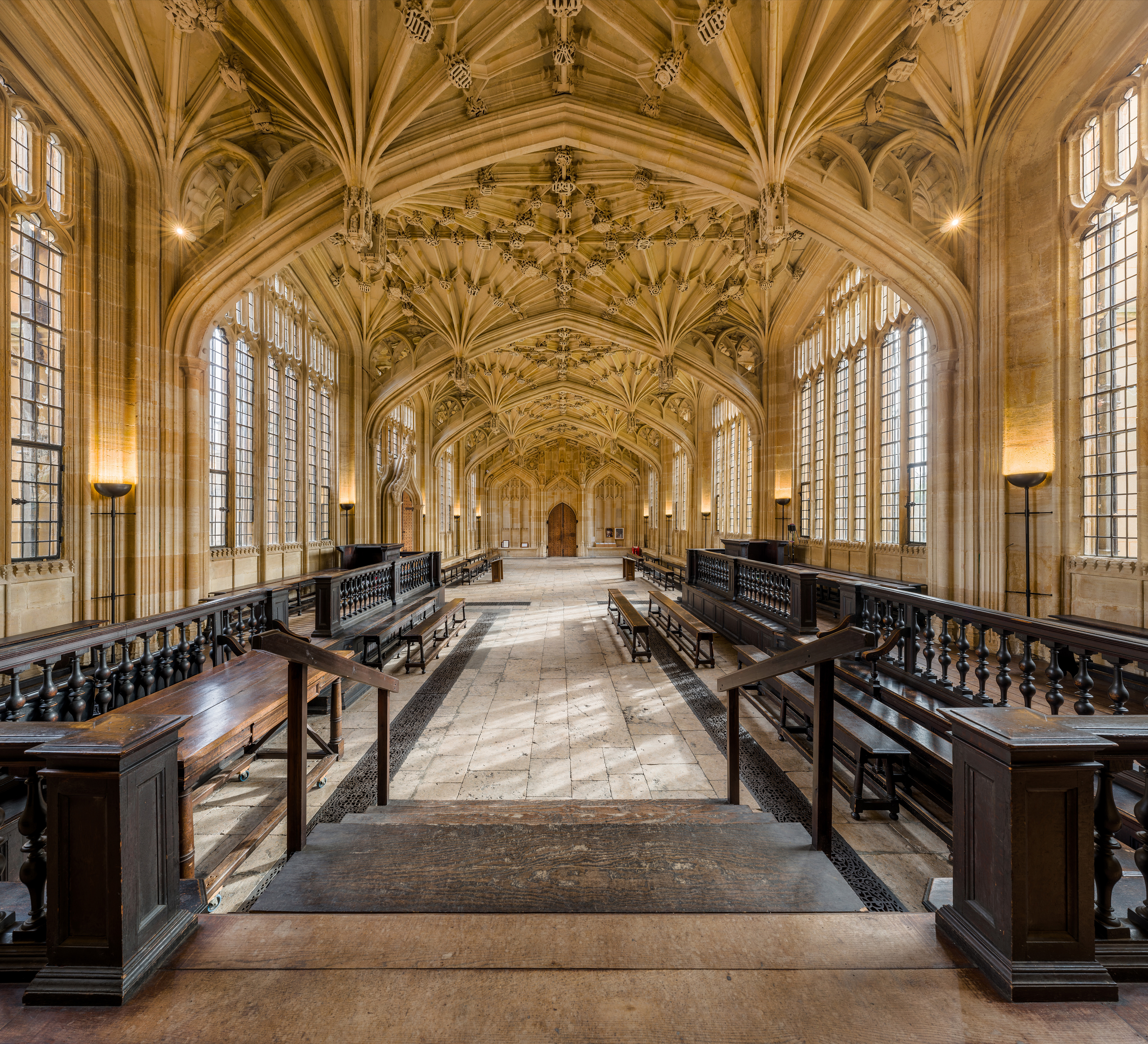
Universiteit van Oxford (c. 1096)

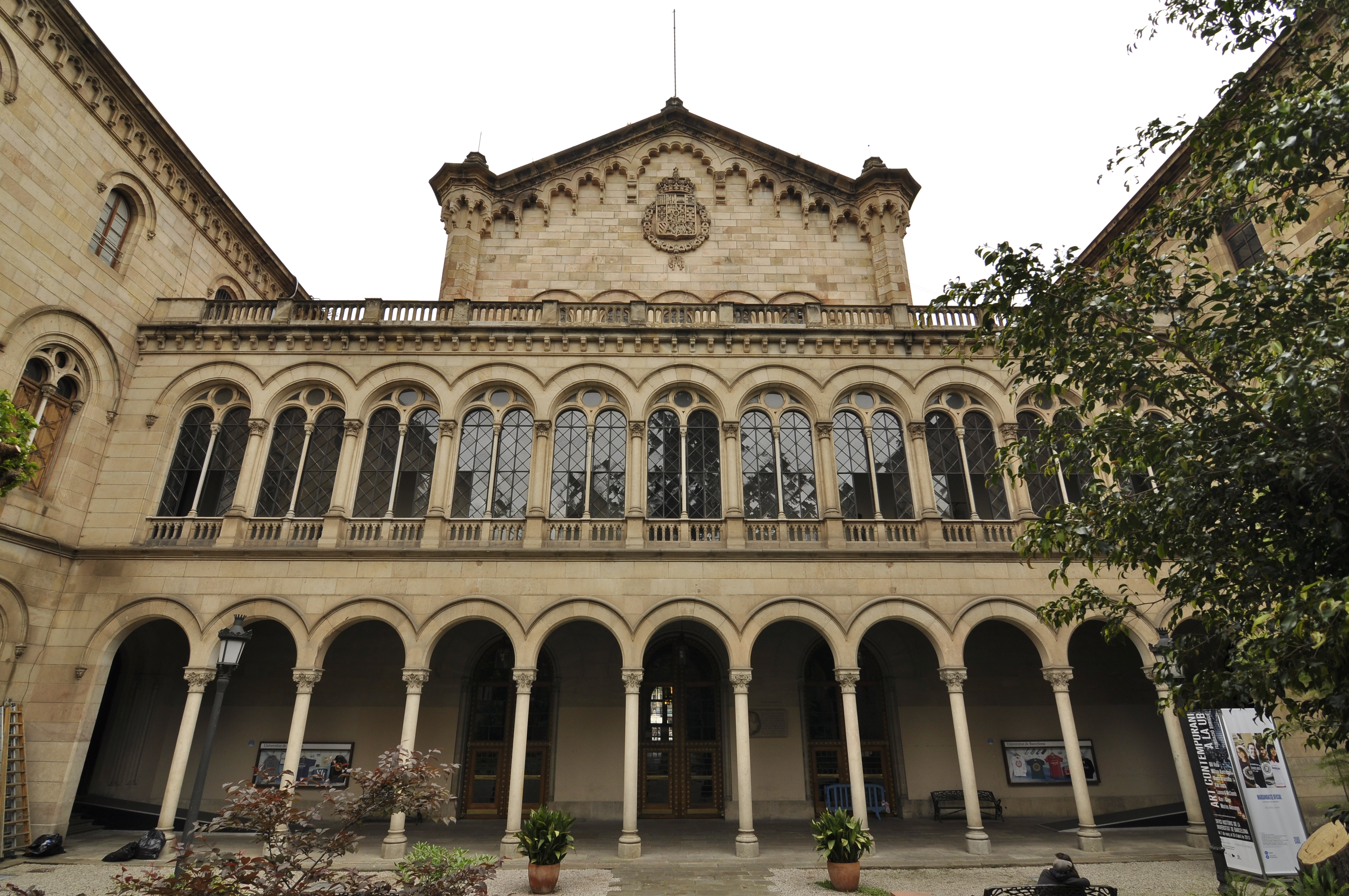
Universiteit van Barcelona (1450)

Voorafgaand aan de 12e eeuw, in de vroege middeleeuwen, was het intellectuele leven van Europa verbonden aan de kloosters, die meestal bezig waren met de studie van de liturgie en het gebed. Sommige kloosters waren eilanden van kennis omdat veel monniken boeken moesten overschrijven. Pas in het midden van de 15e eeuw zal door de uitvinding van de boekdrukkunst deze activiteit overbodig worden. Veel priesters waren echter grotendeels analfabeet en putten voornamelijk uit hun geheugen om hun parochianen te onderrichten over het evangelie. Dat was toen geen schande omdat eveneens de aristocratie bijna geheel analfabeet was en zeker het 'gewone volk'. Bovendien zag men het geheugen als de zetel van de intelligentie en creativiteit. Als men iets op schrift moest stellen, wendde men zich tot een ingehuurde beroepsschrijver.
Na de Gregoriaanse hervorming van de canonwet en de verplicht gestelde studie van de sacramenten in de vroege middeleeuwen, vormden de bisschoppen kathedraalscholen om de geestelijkheid in deze canonwet, maar ook in de meer seculaire aspecten van kerkbeleid, met inbegrip van logica en retorica op te leiden voor gebruik bij het preken en theologische besprekingen, en om de financiën van hun bisdom effectiever te controleren. Vaak werden op de kathedraalscholen de zeven vrije kunsten onderwezen. In het begin kwam dit vrijwel alleen de geestelijkheid ten goede, de weinige 'leken' op deze scholen waren meestal van adel. Bekend was de Utrechtse kathedraalschool, maar ook de kathedraalscholen in Parijs, Reims, Chartres, Orléans en later Olso. De kathedraalscholen waren voorlopers van de universiteiten.
Grieks werd na de volksverhuizing niet meer gesproken, en Griekse teksten verloren waren geraakt. Daarom moest men om bijvoorbeeld de Griekse filosofie te bestuderen, naar leerscholen in Constantinopel zoals de zogenaamde universiteit van Constantinopel. Deze kan als een vroege voorloper van de moderne universiteit beschouwd worden. Bekend waren ook de islamitische universiteiten, zoals die in Córdoba en Granada, waar veel (West-)Europese geleerden en studenten naar toe gingen voor studie. 
Met de stijgende professionalisering van de maatschappij tijdens de 12e en 13e eeuw, groeide naast de vraag voor een beter opgeleide geestelijkheid ook de vraag naar beter opgeleide mensen die het ingewikkelder wordende overheidsapparaat moesten bemannen. De toenemende handel vereiste opleidingen in administratieve vaardigheden als rekenkunde en boekhouden. Leren werd een essentiële voorwaarde om vooruit te komen in de geestelijke en wereldlijke hiërarchie, en leraren kregen hierdoor langzamerhand steeds meer prestige. Al snel overtrof de vraag naar onderwijs de capaciteit van de kathedraalscholen, die hoofdzakelijk door één leraar, de scholaster, werden geleid. Bovendien namen de spanningen tussen de studenten van kathedraalscholen en de burgers in kleinere steden toe. Zo migreerden veel kathedraalscholen naar grote steden, zoals Parijs, Oxford en Bologna en ontwikkelden zich tot de eerste universiteiten die niet meer specifiek op de opleiding van de geestelijkheid waren ingesteld, maar ook op de opleiding van andere geïnteresseerden. Het instituut van de universiteit verspreidde zich snel door heel Europa door de steeds toenemende vraag naar goed opgeleiden. Een sterke stimulans was ook dat de aristocratie en rijke kooplieden de universiteiten inmiddels financieel ondersteunden. De Leuvense universiteit (1425) was de eerste in de Nederlanden, die als KU Leuven trouwens nog steeds actief is.

## Onderricht
Aan de middeleeuwse universiteit was het onderwijs gewoonlijk in twee delen gesplitst. Allereerst was er de opleiding tot magister, die bestond uit het Trivium en het Quadrivium, waarna kon worden doorgeleerd voor doctor in een van de vier studies.

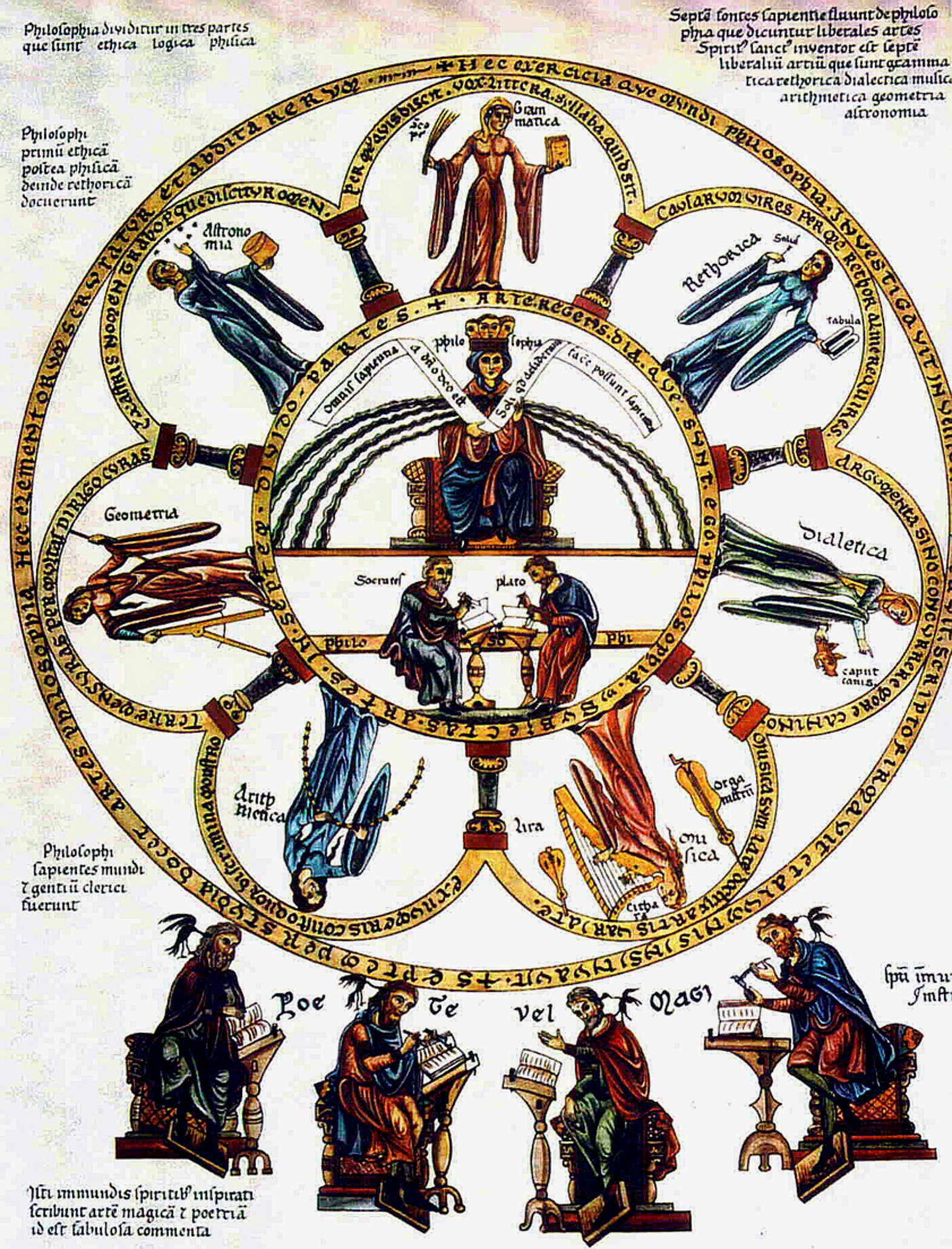
De zeven vrije kunsten, uit: "Hortus deliciarum" van Landsberg, 12e eeuw

### Het trivium
Het Trivium omhelsde de grammatica, dialectica en retorica, waarbij het er dus feitelijk om ging dat de student leerde lezen en schrijven in het Latijn, en dat deze zich er fatsoenlijk in kon verwoorden. Daarnaast werd in de retorica aandacht besteed aan argumentatie en in de dialectica (filosofie) aan het nadenken. Daarnaast werd een klein deel van de tijd, een zesde tot een achtste, besteed aan het Quadrivium, een pakket dat bestond uit vier vakken: Aritmetica (rekenen), Geometrica (meetkunde), Astronomia en Musica. Hoewel het slechts een zeer klein deel behelsde van de totale tijd van de studie, alleen tijdens het eerste deel van de opleiding werd er aandacht aan besteed, was dit wel een kentering in het onderwijs tot dan toe. Voor het eerst kregen de studenten allemaal een soort van basis in rekenen en meetkunde. Hier moet overigens bedacht worden dat de redenatie wel religieus van aard was, aangezien dit voornamelijk in het pakket gestopt was om zeer praktische redenen, zoals dat iedere priester eigenlijk in staat moest zijn om de datum van Pasen te berekenen, of een basis muziektheorie nodig heeft om kerkmuziek te kunnen zingen.

### Magisterschap
Het magisterschap betekende gewoonlijk slechts een opstapje naar de eigenlijke opleiding tot doctor. Deze opleiding omvatte vier verschillende mogelijke studies: Medicijnen, Burgerlijk Recht, Kerkelijk Recht en Theologie.
De middeleeuwse universiteit bracht een zekere mate van eenheid in het Europese onderwijs. Overal in Europa werd min of meer dezelfde opleiding aangeboden, en studenten waren dan ook vrij om colleges te volgen bij docenten aan een andere universiteit wanneer deze beter bekendstond. Dit gebeurde dan ook in grote mate.

### Het theoretische
Een groot verschil met de huidige universitaire structuur was de nadruk op het theoretische. Er werd bijna geen praktisch onderwijs gegeven, en de universiteit was al helemaal geen onderzoeksinstelling. Wanneer er onderzoek werd gedaan behelsde dit literatuuronderzoek, en werden historische natuurfilosofen tegen elkaar afgezet en werd op puur theoretische wijze beargumenteerd waarom de ene dan wel de ander gelijk had. Vooral de theorieën van Aristoteles en andere Griekse / Hellenistische natuurfilosofen werden gedoceerd. Er waren waarschijnlijk wel enkele geleerden die ook experimenteerden maar deze publiceerden hun bevindingen meestal niet. Pas tijdens de wetenschappelijke revolutie werd het gebruikelijk om de theorie te toetsen aan de praktijk met behulp van wetenschappelijk opgezette proeven en de resultaten te publiceren in wetenschappelijke werken en dito tijdschriften.